# Rhodes-Universität

Hauptweg auf dem Campus

Cafeteria im Bantu Stephen Biko Building

Verwaltungsgebäude mit Turm

Gartenanlagen auf dem Campus

Treppe zur Universitätsbibliothek

Außenbereich vom Campus mit musizierenden Aktionskünstlern

Die Rhodes-Universität (englisch Rhodes University), kurz Rhodes oder RU, befindet sich in der Stadt Makhanda (bis 2018 Grahamstown) in der südafrikanischen Provinz Ostkap. Sie wurde 1904 als College gegründet und ist damit eine der ältesten universitären Einrichtungen des Landes. Zu ihr gehören ein Botanischer Garten und der assoziierte Albany-Museumskomplex. Den Namen erhielt die Universität nach dem Gründer der Kolonie Rhodesien, Cecil Rhodes.

## Geschichte

### Gründung und Beginn
Die höhere Schulbildung im Ostkap begann im 19. Jahrhundert mit vier einzelnen Bildungseinrichtungen. Das waren das St Andrew’s College in Grahamstown, das Gill College in Somerset East, das Graaff-Reinet College in Graaff-Reinet und das Grey Institute in Port Elizabeth. Grahamstown war im 19. Jahrhundert von den Hauptwegen des Handels, Bergbaus und der Industrie abgeschnitten. Deshalb förderten die Bürger und Behörden die Idee vom Ausbau ihrer Stadt als Bildungszentrum. Die Kriegsereignisse zwischen 1899 und 1902 in Südafrika ließen diesen Plan wieder aus dem öffentlichen Blickfeld geraten.
Im Dezember 1902 berief Josiah Slater, Parlamentsmitglied für Albany und Redakteur der Stadtzeitschrift von Grahamstown, eine öffentliche Sitzung zur Wiederbelebung dieser Idee ein. Die Resonanz war unerwartet groß, aber die Zusagen für die finanzielle Unterstützung blieben gering. Ein neu gegründetes Komitee wandte sich deshalb an die Rhodes-Stiftung, jedoch ohne Erfolg. Selmar Schönland, ein bekannter Botaniker und Direktor des Albany Museums, versuchte daraufhin einen direkten Kontakt zu dem Stiftungsmitglied Dr. Leanders Starr Jameson herzustellen. Dieser versprach 50.000 Pfund, um zum Kongressmitglied für Albany und zum Premierminister der Kapkolonie gewählt zu werden. Er hatte zuvor jedoch die anderen Stiftungsmitglieder nicht um ihr Einverständnis gefragt. Anfangs weigerten sie sich, aber gaben schließlich nach. Letztendlich wurden über De Beers Vorzugsaktien im Ausgabewert von 50.000 Pfund das Projekt Rhodes University College vorangebracht. Die Rechtsgrundlage dazu bildete ein Parlamentsgesetz vom 31. Mai 1904.
Vier St.-Andrews-College-Professoren, Arthur Matthews, George Cory, Stanley Kidd und G. F. Dingemans, wurden die Gründungsprofessoren der Rhodes-Universität. Die neue Collegeuniversität bereitete ihre Studenten auf eine Aufnahme bei der University of the Cape of Good Hope vor. Zum Beginn des Jahres 1905 existierte die Rhodes-Universität im Viertel am St. Andrew und schließlich kaufte man das Drostdy-Gebäude von der britischen Regierung. Im Verlauf des Jahres 1905 schlossen sich sieben weitere Professoren, einschließlich Selmar Schonland, den ursprünglichen vier an. Eines der wesentlichen Merkmale der neuen Universität war das Tutorsystem in Anlehnung an das Modell von Oxbridge. 
Jeder Student wurde einem Mitarbeiter zugeteilt, wie es dem persönlichen Interesse an dessen Arbeit und Betreuung entsprach. Weil die Studentenzahlen zunahmen, wurden sie Privatlehrern und in Tutorgruppen innerhalb der akademischen Abteilungen zugeordnet. Das bewirkte eine lebhafte Form von Debatten, die für die Rhodes-Universität typisch wurde. Die Grundlagen für ein Wohnheimsystem wurden in den ersten zehn Jahren gelegt. Die rasch wachsende Studentenzahl verschärfte die Wohnsituation im Universitätsgelände. Nun stellte man Überlegungen für den Bau eines neuen Campusbereichs an und lobte einen Architektenwettbewerb aus. Der britische Architekt Herbert Baker gewann 1910 mit seinen Plänen den Wettbewerb. Innerhalb von fünf Jahren wurden erste Bauten (Chemie, Zoologie sowie Wohnsitze und Universitätsverwaltung) nach den Plänen vom Büro Herbert Baker, Kendall & Morris begonnen.

### Schwierige Zeiten
Bereits vor 1917 waren die Finanzen auf ein Niveau zurückgegangen, das Personaleinschränkungen unvermeidlich machte. Für das Überleben war aber eine Vergrößerung notwendig. Über die 1920er Jahre hielten die finanziellen Schwierigkeiten an. Besonders bedrohlich wurde die Weltwirtschaftskrise zwischen 1927 und 1929. Die größte Belastung erfolgte dann 1931 und 1932. Die staatlichen Zuschüsse reduzierten sich drastisch und De Beers erzielte 1932 keine Dividende. Eine jähe Belebung in der südafrikanischen Wirtschaft im Jahr 1933 brachte erneute Regierungszuschüsse und verbesserte die Einkommenssituation der Mitarbeiter an der Rhodes-Universität. Mit einer besseren Finanzausstattung konnten die Baupläne für den Hauptblock und Turm weiter verwirklicht werden.
Rektor Cullen Bowles zog sich 1937 zurück, nach sieben schwierigen Jahren an der Spitze und 26 Jahren in der Universität. Professor John Smeath Thomas folgte ihm nach. Ende 1938 unterstützte die Carnegie Corporation mit großzügigen Mitteln die Bibliotheksentwicklung an der Rhodes-Universität. Auch nach Ausbruch des Zweiten Weltkriegs stiegen die Studentenzahlen weiter an, das Bauprogramm wurde fortgesetzt.

### Nachkriegsphase
Als 1947 in Südafrika eine erneute Rezession einsetzte, entschied man sich zur Unabhängigkeit vom Staat. Die erforderlichen Mittel standen zunächst nicht zur Verfügung, also bemühte sich die Universität um eine große Bankanleihe und verpfändete zur Sicherheit ihre De-Beers-Vorzugsaktien. Beinahe wäre diese Entwicklung misslungen. Ein Grahamstowner Druckunternehmen, Hugh und Vincent Grocott, sicherte jedoch mit einem Scheck die Existenz der Universität. Diese Gabe wirkte auf weitere Geldspenden wie ein Katalysator. Die Regierung des Landes und der Stadtrat von Grahamstown unternahmen viele Bemühungen, um der Universität aus dieser schwierigen Lage herauszuhelfen. Schließlich lieh eine Versicherungsgesellschaft der Universität 200.000 Pfund zu günstigen Konditionen. Es folgten weitere finanzielle Unterstützungen von De Beers und anderen Firmen.
Basil Schonland, der Sohn von Selmar Schönland, wurde am 10. März 1951 der erste Kanzler seiner Alma Mater, Thomas Alty erster Vizekanzler. Mit dem Gesetz über die Rhodes-Universität (Rhodes University Private Act) wurde gleichzeitig die Universität Fort Hare aufgenommen. Die Verschmelzung der beiden Einrichtungen führte auf beiden Seiten zu heftigen Protesten, weil man sie als Eingriff in die akademischen Rechte empfand. Schließlich kam es 1959 doch zum Vollzug dieser Entscheidung. Verhandlungen mit dem Stadtrat von Port Elizabeth führten 1961 zu kurzzeitigen Eröffnung der Port Elizabeth Division of Rhodes University. Schließlich zog man sich Ende 1964 wieder aus Port Elizabeth zurück, als die Regierung dort eine eigene Universität aufbaute.

### Erweiterungen, Umstrukturierung
Eine weitere bedeutende Vergrößerung des Grahamstown Campus begann gegen Ende des Jahres 1997. Als ein Bestandteil des nationalen Umstrukturierungsprogramms des Hochschulbildungssystems von 2002 bestätigte das Kabinett die Empfehlung des Erziehungsministers, dass der Campus East London an die Universität Fort Hare geht und mit ihr vereinigt wird. Die Integration fand mit Wirkung vom 1. Januar 2004 statt.

## Campus und Organisation
Der Campus der Rhodes-Universität befindet sich im Westen der Stadt Makhanda. Der Campus ist teilweise verkehrsberuhigt und besitzt mehrere Grünzonen mit Fußgängerzonen.
Die RU besteht aus sechs Fakultäten:
- Fakultät für Wirtschaftswissenschaften (Commerce)
- Fakultät für Erziehungswissenschaften (Education)
- Fakultät für Geisteswissenschaften (Humanities)
- Fakultät für Rechtswissenschaften (Law)
- Fakultät für Pharmazie (Pharmacy)
- Fakultät für Naturwissenschaften.

Darüber hinaus sind folgende Einrichtungen angegliedert:
- Albany Museum
- Biopharmaceutics Research Unit (BRU)
- Centre for Applied Social Research and Action (CASRA)
- Centre for Social Development (CSD)
- Dictionary Unit for SA English (DSAE)
- Electron Microscopy Unit (EMU)
- Hermann Ohlthaver Institute for Aeronomy (HOIA)
- International Library of African Music (ILAM)
- Institute for Water Research (IWR)
- Institute for the Study of English in Africa (ISEA)
- Institute for Social and Economic Research (ISER)
- National English Literary Museum (NELM)
- Public Service Accountability Monitor (PSAM)
- Rhodes University Mathematics Education Project (RUMEP)
- South African Institute for Aquatic Biodiversity (SAIAB)
- Southern Ocean Group (SOG).

Die Universität wird von einem Vizekanzler geleitet, zu Führungspersonen gehören im Weiteren zwei stellvertretende Vizekanzler, Dekane,  Direktoren sowie ein Prüfungsbeamter. Der Kanzler ist als höchster Repräsentant der Universität für die Verleihung von Abschlüssen zuständig.

## Programme und besondere Aktivitäten
Die Rhodes-Universität vergibt seit 2011 Förderstipendien (Ruth First Scholarship) für Master- und Promotionsstudenten das nach der Journalistin Ruth First benannt wurde. Die Stipendien werden auf folgenden Themengebieten vergeben: Politikwissenschaft, Anthropologie, Sozialpolitik, Soziologie, Ökonomie, Philosophie sowie Studien auf den Gebieten der Medien, Entwicklungspolitik und Demokratie oder anderen Themenfeldern mit einer strikten Orientierung auf Menschenrechte und Sozialstaatlichkeit. Die Eröffnungsvorlesung des Förderprogramms hielt 2010 Albie Sachs.